# Якоб Серенсен (1983)
Якоб Серенсен (дан. Jacob Sørensen, нар. 12 лютого 1983, Ольборг) — данський футболіст, що грав на позиції півзахисника, зокрема за клуб «Ольборг» та молодіжну збірну Данії.

## Клубна кар'єра
У дорослому футболі дебютував 2001 року виступами за команду «Ольборг», у якій провів чотири сезони, взявши участь у 95 матчах чемпіонату. Більшість часу, проведеного у складі «Ольборга», був основним гравцем команди.
Згодом з 2005 по 2011 рік грав у складі команд «Сеннер'юск», «Одд Гренланд» та «Гаугесун».
Завершив ігрову кар'єру у команді «Вайле», за яку виступав протягом 2011—2016 років.

## Виступи за збірні
У 2000 році дебютував у складі юнацької збірної Данії (U-17), загалом на юнацькому рівні взяв участь у 23 іграх, відзначившись 3 забитими голами.
Протягом 2004–2006 років залучався до складу молодіжної збірної Данії. На молодіжному рівні зіграв у 19 офіційних матчах, забив 2 голи.